# 영평 마씨
영평 마씨(永平麻氏)는 경기도 포천시를 관향으로 하는 한국의 성씨이다.
시조는 고려 태조 때 이등공신(二等功臣)에 녹훈된 마난(麻煖)이다.

## 시조
영평 마씨(永平 麻氏)의 시조는 고려 태조(高麗 太祖) 때 이등공신(二等功臣)에 녹훈된 마난(麻煖)이다. 918년(태조 원년) 8월 태조 왕건을 도와 궁예(弓裔)를 무너뜨리고 고려를 건국하는 데 공로가 큰 마난(麻煖), 견권(堅權), 능식(能寔), 권신(權愼), 염상(廉湘), 김락(金樂), 연주(連珠) 등을 개국공신 2등에 녹훈하여 금, 은, 그릇과 비단 등을 내렸다.
마난(麻煖)과 함께 고려 개국공신에 녹훈된 인물 중 김락(金樂)은 당악 김씨(唐岳 金氏)의 시조, 견권(堅權)은 천녕 견씨(川寧 堅氏)의 시조, 연주(連珠)는 전주 연씨의 시조로 삼는다.

## 본관
영평(永平)은 경기도 포천시 일대의 고려시대 지명이다. 본래 고구려의 양골현(梁骨縣)으로, 삼국시대 초기에는 백제에 속하였으나 광개토대왕 이후에 고구려의 영토가 되었다. 신라 경덕왕 때동음(洞陰)으로 고쳐 견성군(堅城郡: 지금의 포천)의 영현(領縣)으로 하였다. 고려 현종 때 동주(東州: 지금의 강원도 철원군)에 예속시켰으며, 예종 때 감무(監務)를 설치하였다. 원종 때 위사공신(衛社功臣) 강윤소(康允紹)의 고향이라 하여 영흥현(永興縣)으로 승격시켰고, 공양왕 때 관할을 교주도(交州道)에서 양광도(楊廣道)로 옮겼다.
1394년(고려 태조 3) 영평현(永平縣)으로 바꾸었으며, 1618년(광해군 10) 이곳에 경기감영을 새로 만들면서 포천과 합쳐 대도호부가 되었다. 인조 때 다시 영평과 포천으로 나누었고, 헌종 때 군이 되었으며, 1914년 행정구역개편 때 포천군과 합쳤다. 양골의 뜻은 ‘산골’, 즉 ‘산속의 고을’에서 나온 것이다. 이 지역은 임진강 지류인 한탄강 유역의 산간분지에 자리잡고 있어 조선시대에는 포천과 평강을 잇는 도로가 발달하였으며, 한탄강을 따라서 마전(麻田)ㆍ적성(積城)ㆍ파주를 거쳐 바다와 연결되었다.

## 인구
마(麻)씨는 2000년 대한민국 통계청 인구조사에서 998명으로 조사되었다. 본관은 상곡, 열산, 영평 3본이 있다. 이 중 영평 마씨의 시조는 고려 태조 때 개국공신에 오른 마난(麻煖)이고, 상곡 마씨(上谷 麻氏)의 시조는 1597년 정유재란 때 명(明)나라 제독으로 원병을 이끌고 왔던 마귀(痲貴) 장군의 증손자인 마순상(痲舜裳)이다. 마(麻)씨 중에서 영평 마씨(永平 麻氏)는 1985년에는 72가구, 320명, 2000년에는 127가구, 425명이 있는 것으로 조사되었다.

## 같이 보기
- 당악 김씨
- 천녕 견씨
- 전주 연씨
- 상곡 마씨